# Клочев (гмина)
Клочев (пол. Kłoczew) — сельская гмина (волость) в Польше, входит как административная единица в Рыцкий повет, Люблинское воеводство. Население — 7409 человек (на 2004 год).

## Соседние гмины
1. Гмина Кшивда
2. Гмина Новодвур
3. Гмина Рыки
4. Гмина Троянув
5. Гмина Воля-Мысловска
6. Гмина Желехув

1. ↑  Kłoczew, Gmina. Gmina Kłoczew (пол.). Gmina Kłoczew. Дата обращения: 5 мая 2025.
2. ↑  Główny Urząd Statystyczny. eteryt.stat.gov.pl. Дата обращения: 5 мая 2025.